# Scammer (ingeniería social)
Scammer es un término en inglés que se traduce al español como "estafador", y que es “alguien que gana dinero usando métodos ilegales, especialmente engañando a la gente".  Básicamente su terreno es en el mundo virtual ya que se benefician de la vulnerabilidad y falta de seguridad que tienen las personas en la red para beneficiarse con estos puntos débiles y lograr su estafa.
Scammer significa, literalmente, estafador. Concretamente, en el mundo virtual se denomina de esta forma a todas aquellas personas que utilizan la información desprotegida que pulula por internet para obtener información de terceros.

## Scammersen los  sitios de citas online
Estas personas habitualmente se encuentran en sitios web, donde se hacen pasar por solteros o solteras, jugando con la soledad de las personas. Entre otras situaciones como suelen ser los cibercriminales ofrecen un gancho (una herencia ficticia o un supuesto billete de lotería premiado).
Existe un caso conocido donde muchas mujeres denunciaron a un estafador llamado Albert Cavallé Ortín, conocido como “El estafador del amor”, descrito como alguien alto, guapo y muy simpático. Cavallé es, según la policía, un estafador. Se trata de un hombre que se gana la vida mintiendo a sus víctimas, a las que cautiva y seduce con sus historias. Además de hacerse pasar por el hijo del popular doctor Planas, era también el presunto autor de estafas en hoteles de cinco estrellas. Para ello utilizaba las tarjetas de crédito de sus víctimas. Actualmente, tiene varios casos pendientes en los tribunales con sus víctimas y aún podría ser sentenciado a prisión.
Durante un estudio realizado por el National Fraud Bureau, tenían la contabilidad de los fraudes que se dieron a cabo en sitios en línea, que eran alrededor de 27 millones de libras esterlinas que se podría traducir a 30 millones de euros y esto únicamente en Reino Unido.
El problema recae en que este número es estimado y realmente es un número a la baja, debido a que se cree que no todos los afectados realizaron una denuncia, principalmente por vergüenza.

## Scammerde asistencia técnica
Para este caso, los scammer usan diversas técnicas enfocadas en ingeniería social para establecer confianza en sus víctimas, puesto que tomar el nombre de una empresa certificada muestra profesionalismo ante ellos.
Por lo general, estos delincuentes llaman por teléfono a sus víctimas haciéndose pasar por alguna empresa de renombre como lo puede ser Apple o algún proveedor de servicio. 
El scammer avisa a la persona de que ha sido víctima de un ciberataque y para ello debe tomar medidas de seguridad de manera urgente, guiándolo hacia una página web donde seguramente pedirá que descargue una aplicación la cual se encagaría de proteger de futuros daños o mejorar la seguridad, pero esto resultaría en una estafa la cual le permitiría al scammer tomar control del sistema de la persona.
Cabe destacar que estas técnicas suelen ser muy eficaces en gente mayor, ya que se tiene registro de que un 62% de estas víctimas resultan ser personas mayores de 40 años mientras que un 25% de estas rondan los 50 y 59 años.
Los términos como spam, correo basura y correo no solicitado hacen referencia a los mensajes de correo electrónico no solicitados, no deseados o con remitente no conocido, habitualmente de tipo publicitario, los cuales generalmente son enviados en grandes cantidades que perjudican de alguna o varias maneras al receptor.

## Virus introducidos en correos con SPAM

Los términos spam, correo basura y correo no solicitado hacen referencia a los mensajes de correo electrónico no solicitados, no deseados o con remitente no conocido.

Existen empresas y hombres de negocios que han entrado a redes-trampa de scammers sin darse cuenta.
Esto ocurre a través de spam en su correo. La mayoría de este spam irá hacia su bandeja de entrada y no hacia el correo no deseado.
Estos mensajes no solo son spam, sino más bien un virus diseñado para obtener o generar la contraseña del correo electrónico y entregar al remitente.
Esta técnica es llamada "phising". A medida que la detección de correos electrónicos de phishing ha ido mejorando, algunos criminales han ido cambiado sus tácticas, centrándose en los teléfonos móviles. Cada uno de estos textos está diseñado para engañar al usuario para que entregue información confidencial, como su número PIN de banca en línea. En otros casos se les animará a acceder a un sitio web falso o a descargar una aplicación que haya sido infectada con malware, exactamente igual que con el phishing por correo.

## Cómo identificar a unscammer
En su mayoría, los mensajes de este tipo son de tipo urgente, donde se le informa a la persona de algún problema relacionado con su cuenta bancaria, y donde debe de realizar un inicio de sesión de manera inmediata por medio de un enlace proporcionado por el scammer, o se le dice que una verificación de seguridad rutinaria bloqueó su cuenta de manera temporal, seguido de un pedido de su contraseña para restaurar el acceso, e incluso pueden pedirle a la persona descargar una aplicación para beneficiar la seguridad de su cuenta.
Algo a tener muy en cuenta en estas situaciones es que las entidades bancarias de cualquier tipo no realizan envíos de SMS urgentes; estos usan canales más seguros para realizar comunicados de información importante, por lo que es recomendable ignorar estos mensajes y realizar la verificación de la información o informar de la situación desde las páginas oficiales de los proveedores por medio de otro dispositivo de confianza.
En muchas ocasiones, un scammer está alojado en algún host temporal de URL totalmente distinta al sitio oficial, una buena manera de prevenir utilizar un scammer es verificar la URL del sitio. Además, también es una buena práctica verificar los certificados de seguridad del sitio, tales como los utilizados en el protocolo https.